# Linköpings landsfiskalsdistrikt
Linköpings landsfiskalsdistrikt var 1918-1941 ett landsfiskalsdistrikt i Östergötlands län, bildat när Sveriges indelning i landsfiskalsdistrikt trädde i kraft den 1 januari 1918, enligt beslut den 7 september 1917. Landsfiskalsdistriktet avskaffades den 1 oktober 1941 (genom kungörelsen 28 juni 1941) när Sverige fick en ny indelning av landsfiskalsdistrikt. Av dess ingående områden överfördes kommunerna Lillkyrka, Östra Skrukeby, Törnevalla, Östra Harg, Rystad och Kaga till Gullbergs landsfiskalsdistrikt, kommunerna Kärna, Skeda och Slaka till Valkebo landsfiskalsdistrikt och kommunerna Landeryd och Vist till Åtvidabergs landsfiskalsdistrikt.
Landsfiskalsdistriktet låg under länsstyrelsen i Östergötlands län.

## Ingående områden

### Från 1918
Hanekinds härad:
- Kaga landskommun
- Kärna landskommun
- Landeryds landskommun
- Skeda landskommun
- Slaka landskommun
- Vists landskommun

Åkerbo härad:
- Lillkyrka landskommun
- Rystads landskommun
- Törnevalla landskommun
- Östra Hargs landskommun
- Östra Skrukeby landskommun